# Истон (Мериленд)
Истон (енгл. Easton) град је у америчкој савезној држави Мериленд.

## Демографија
По попису из 2010. године број становника је 15.945, што је 4.237 (36,2%) становника више него 2000. године.
| Група             | 2000.         | 2010.          |
| Белци             | 8.244 (70,4%) | 10.972 (68,8%) |
| Афроамериканци    | 2.746 (23,5%) | 2.742 (17,2%)  |
| Азијати           | 210 (1,8%)    | 337 (2,1%)     |
| Хиспаноамериканци | 404 (3,5%)    | 1.570 (9,8%)   |
| Укупно            | 11.708        | 15.945         |